# Altes Museum
Het Altes Museum (tot 1845 Königliches Museum geheten) is een archeologiemuseum in Berlijn, gelegen op het Museumsinsel.

## Gebouw
Het gebouw dat geldt als een hoogtepunt van het neoclassicisme werd tussen 1823 en 1828 gebouwd naar een ontwerp van Karl Friedrich Schinkel. In 1830 opende het zijn deuren. De rotonde verwijst naar het Pantheon in Rome. Het heeft een 88m hoog portaal, dat wordt gedragen door achttien Ionische zuilen. Kort voor het einde van de Tweede Wereldoorlog brandde het Altes Museum bijna helemaal af. Na de oorlog werd het gebouw alleen gebruikt voor tijdelijke tentoonstellingen. Na de restauratie werd er vanaf 1966 hedendaagse kunst uit de DDR getoond. Voor een nieuwe restauratie sloot het museum in 2009 zijn deuren.

## Collectie
Oorspronkelijk werd het Altes Museum gebouwd om onderdak te verschaffen aan de kunstcollectie van de koninklijke familie van Pruisen. De collectie werken uit de klassieke oudheid keerde in 1998 vanuit een provisorisch onderkomen in Berlin-Charlottenburg terug naar het Altes Museum. Nu zit hier de Antikensammlung. De Egyptische verzameling verhuisde in 2009 naar het Neues Museum.